# Jo Clayton
Pour les articles homonymes, voir Clayton.
Ne doit pas être confondu avec Jo Walton.
Patricia Josephine Clayton, dite Jo Clayton, née le 15 février 1939 à Modesto en Californie et morte le 13 février 1998 à Portland dans l'Oregon, est une écrivaine américaine de science-fiction et de fantasy.

## Biographie
Après avoir exercé divers métiers, Jo Clayton se consacre depuis 1977 à l'écriture de romans de science-fiction ou de fantasy.

## Œuvres

### SérieDiadème
- 1977 : Le diadème des étoiles (Diadem from the Stars), Galaxie-bis no 103, 1984
- 1978 : Lamarchos, Galaxie-bis no 113, 1985
- 1978 : Irsud, Galaxie-bis no 118, 1985
- 1979 : Maeve, Galaxie-bis no 133, 1985
- 1980 : Chasseurs d'étoiles (Star Hunters), Galaxie-bis no 147, 1986
- 1981 : Aleytys et la reine (The Nowhere Hunt), Fiction no 398/399/400/401, 1988
- 1983 : (Ghosthunt), non traduit
- 1984 : (The Snares of Ibex), non traduit
- 1986 : (Quester's Endgame), non traduit